# Верхнеальгойский диалект
Верхнеальгойский диалект (нем. Oberallgäuerisch) — диалект немецкого языка, принадлежащий к альгойским диалектам среднеалеманнского диалектного пространства. Распространён преимущественно в нижнеалеманнском Верхнем Альгое и в центральной части Имменштадт-Кемптена.